# Zur Schmerzhaften Muttergottes (Vilgertshofen)

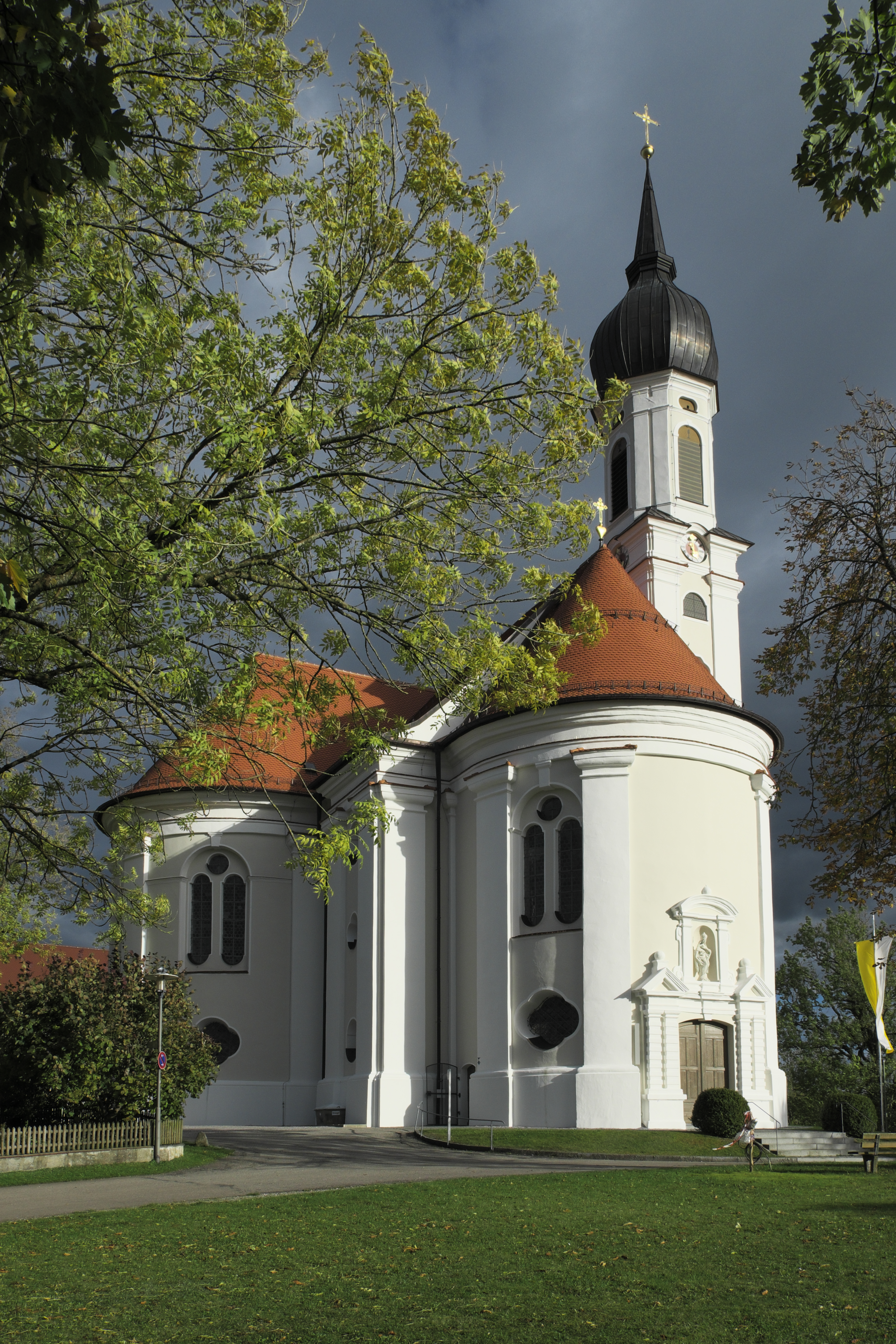
Zur Schmerzhaften Muttergottes

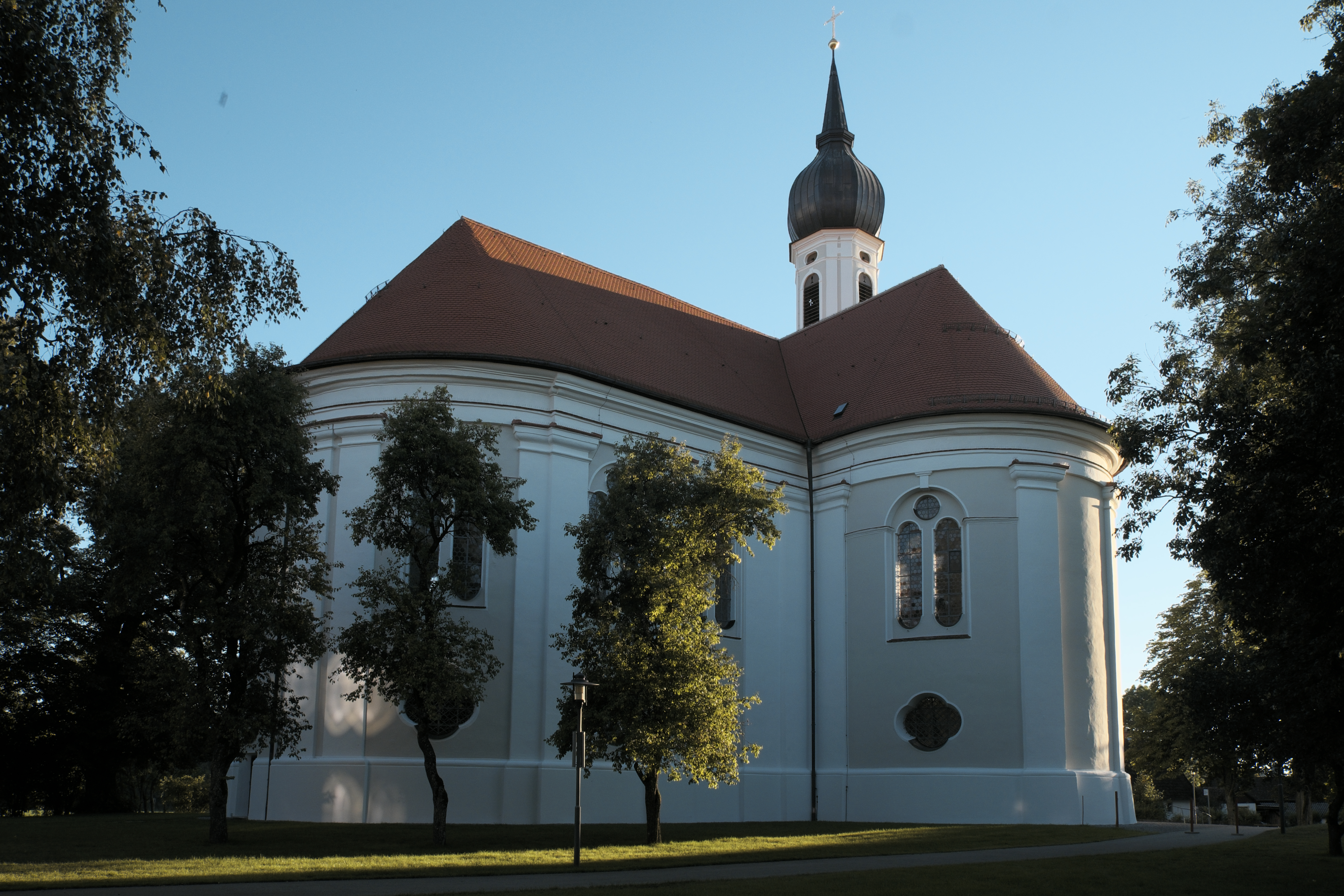
Ansicht von Nordosten

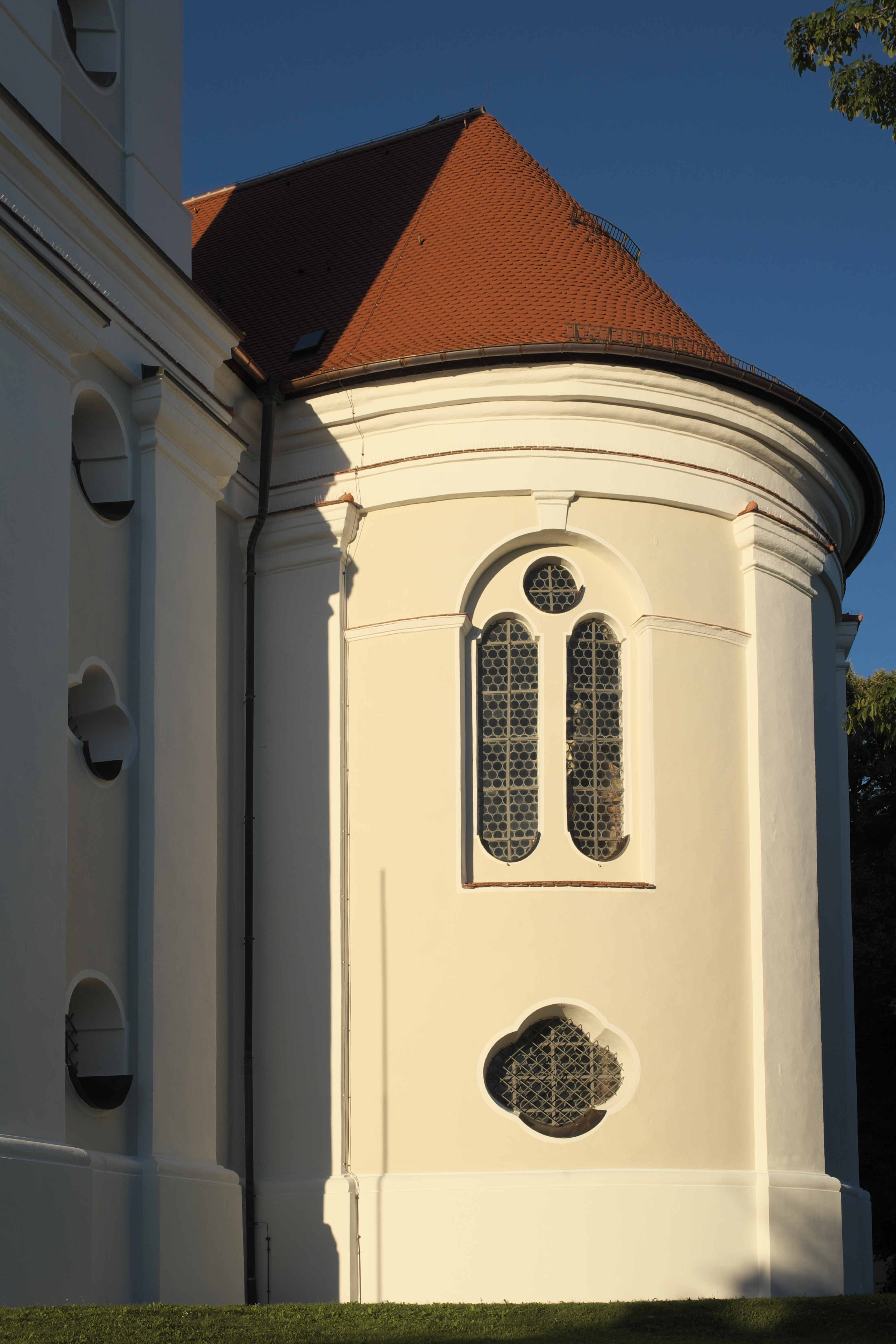
Südlicher Querarm

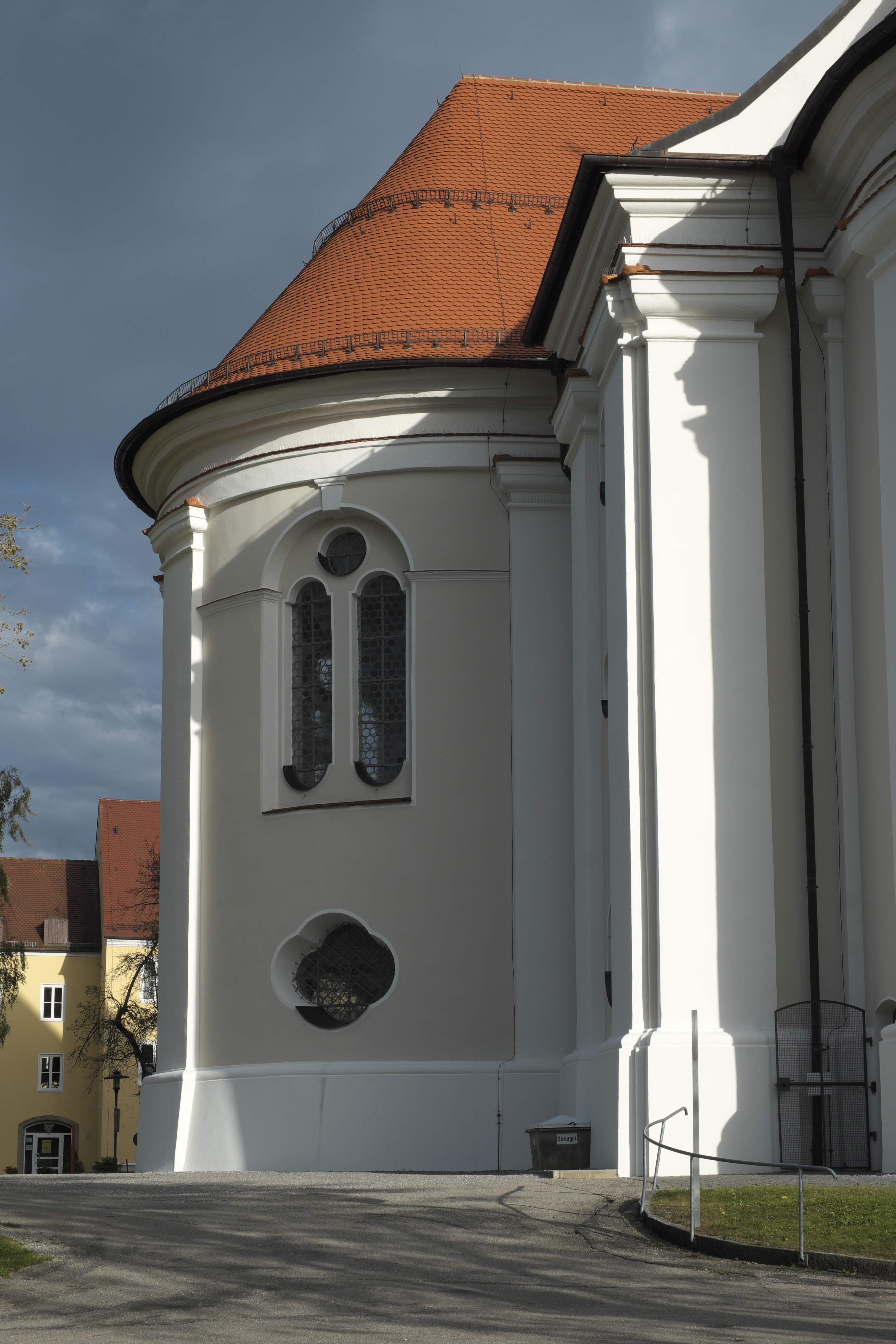
Nördlicher Querarm

Die römisch-katholische Filial- und Wallfahrtskirche Zur Schmerzhaften Muttergottes in Vilgertshofen, einer Gemeinde im bayerischen Landkreis Landsberg am Lech, wurde Ende des 17. Jahrhunderts im Stil des Barock errichtet. Die Kirche ist mit reichem Wessobrunner Stuck und zahlreichen Deckenfresken ausgestattet. Sie ist der größte Vierkonchenbau in Bayern und gehört zu den geschützten Baudenkmälern in Bayern.

## Geschichte
Bereits im 10. Jahrhundert besaß der Weiler Vilgertshofen eine Kapelle, die dem heiligen Stephanus gewidmet war. Sie wurde beim Ungarneinfall im Jahr 955 zerstört und nach ihrem Wiederaufbau dem mit dem PatroziniumHl. Ulrich von Augsburg versehen. Um 1065/70 gelangte die Kapelle durch Schenkung in den Besitz des Klosters Wessobrunn, dem sie bis zur Säkularisation im Jahr 1803 unterstellt war. 1281 ließ der Wessobrunner Abt Ulrich III. an der Stelle der Kapelle eine Kirche errichten, die die Patrozinien des heiligen Stephanus, des heiligen Ulrichs, der Maria Magdalena und der heiligen Afra von Augsburg trug. Im Jahr 1284 bewirkte Abt Ulrich zur Finanzierung des Kirchenbaus, dass der Vilgertshofer Kirche für den Jahrestag der Kirchenweihe und für die Patronatsfeste besondere Ablassprivilegien gewährt wurden, was zur Entstehung der Wallfahrt führte. Seit der Mitte des 15. Jahrhunderts wird in der Kirche das Gnadenbild der Schmerzhaften Muttergottes verehrt.
In der ersten Hälfte des 16. Jahrhunderts kam unter dem Einfluss der Reformation die Wallfahrt zum Erliegen. Nach dem Dreißigjährigen Krieg wurde die Wallfahrt neu belebt. Um die wachsende Zahl der Gläubigen aufnehmen zu können, wurde eine neue, größere Kirche gebaut. Mit der Ausführung wurde im Jahr 1686 der Wessobrunner Klosterbaumeister Johann Schmuzer betraut, 1687 fand die Grundsteinlegung statt. Im Jahr 1692 konnte die neue Kirche durch den Augsburger Weihbischof Johannes Eustache Egolf von Westernach geweiht werden, nur die Türme waren noch unvollendet. Der Spanische Erbfolgekrieg verzögerte die Bauarbeiten, der Südturm wurde erst 1732 durch Joseph Schmuzer fertiggestellt, der Nordturm wurde nicht mehr errichtet.
Nach der Auflösung des Klosters Wessobrunn im Jahr 1803 fiel die Kirche an den bayerischen Staat, der sie abreißen lassen wollte. Die Wallfahrten ließen nach und die Kirche verfiel. Nur durch die Übernahme der Baulast konnten die Kirchenstiftung und die Gemeinde Stadl, zu der Vilgertshofen damals gehörte, den Abbruch der Kirche verhindern. Nach mehreren Renovierungsmaßnahmen wurde die Kirche in den Jahren 1967 bis 1976 grundlegend saniert. 1974 wurde die Wallfahrt wiederbelebt.

## Architektur

### Außenbau
Der Grundriss der Kirche entspricht einem griechischen Kreuz mit abgerundeten Armen. Den Außenbau gliedern toskanische Pilaster, die auf einem hohen, umlaufenden Sockel stehen. Die Wände werden oben von zweibahnigen Fenstern und unten von Vierpassfenstern durchbrochen. Der mit einer Zwiebelhaube gedeckte Südturm wird durch weit vorspringende Gesimse gegliedert und ist an den Ecken mit breiten Pilastern besetzt. Im Glockengeschoss öffnen sich große Rundbogenfenster, im unteren Teil sind Drei- und Vierpassfenster, rundbogige sowie nach oben und unten abgerundete Fenster eingeschnitten. In der halbrunden Vorhalle im Westen sind drei Portale integriert.

### Innenraum
An die große quadratische Vierung im Zentrum des Innenraums schließen sich im Osten der zweigeschossige, halbrunde Chor mit doppeltem Chorumgang an, im Norden und Süden halbkreisförmige, mit Altären ausgestattete Arme und im Westen eine halbrunde Vorhalle mit Orgelempore. Die Wände sind mit kannelierten Pilastern mit korinthischen Kapitellen besetzt, darüber verläuft ein verkröpftes Gebälk und am Gewölbeansatz ein auf Konsolen aufliegendes Gesims. Chor und Vorhalle werden von Tonnengewölben mit Stichkappen gedeckt, die Vierung besitzt eine Flachtonne, die Querarme überwölben Viertelkugeln.

## Stuck
Der Wessobrunner Stuckdekor stammt aus der Erbauungszeit der Kirche und wurde vom Baumeister Joseph Schmuzer und seiner Werkstatt ausgeführt. Er besteht aus Fruchtgehängen, Füllhörnern, Blumen, Blatt- und Muschelwerk sowie Engelsfiguren.

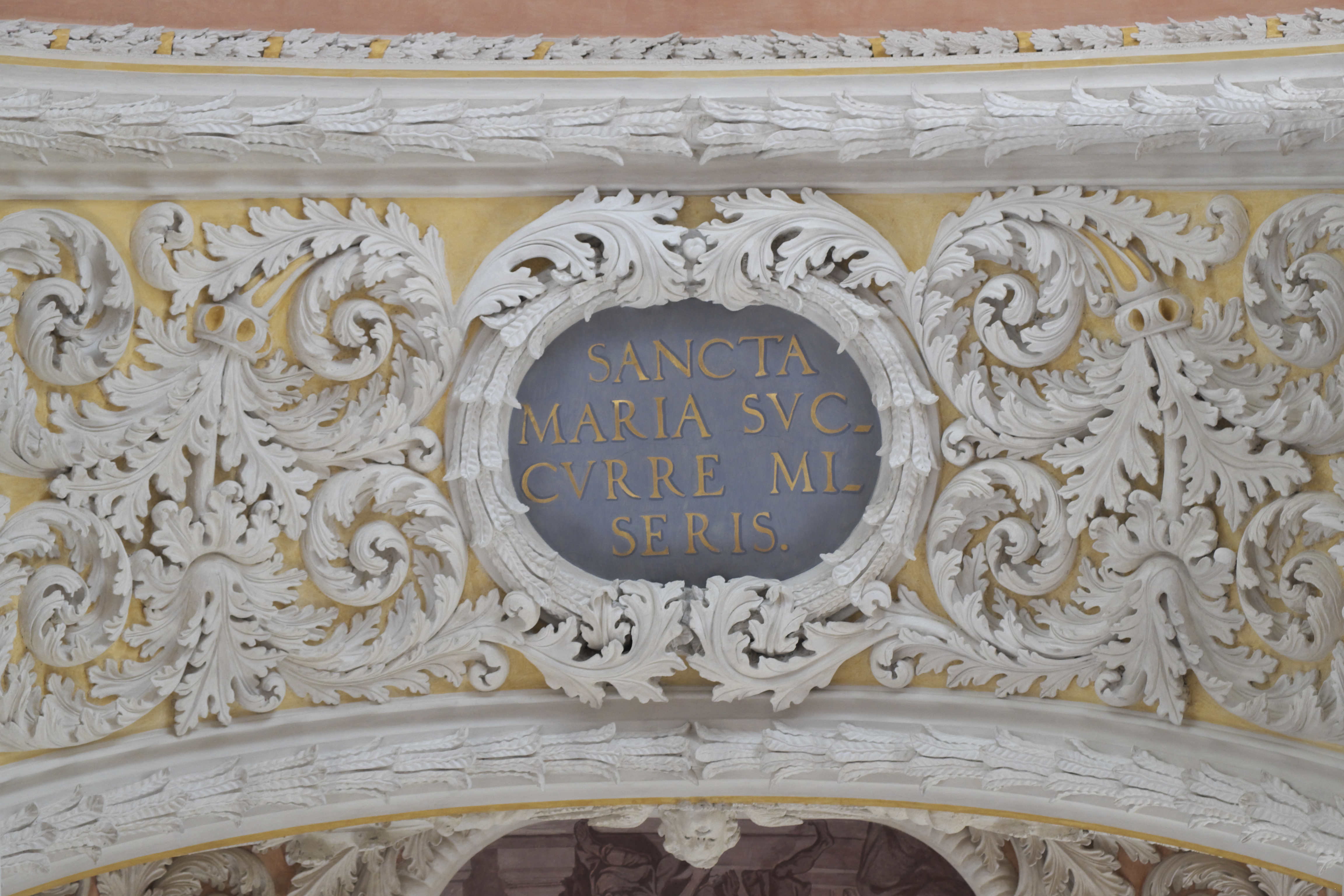
Stuckkartusche
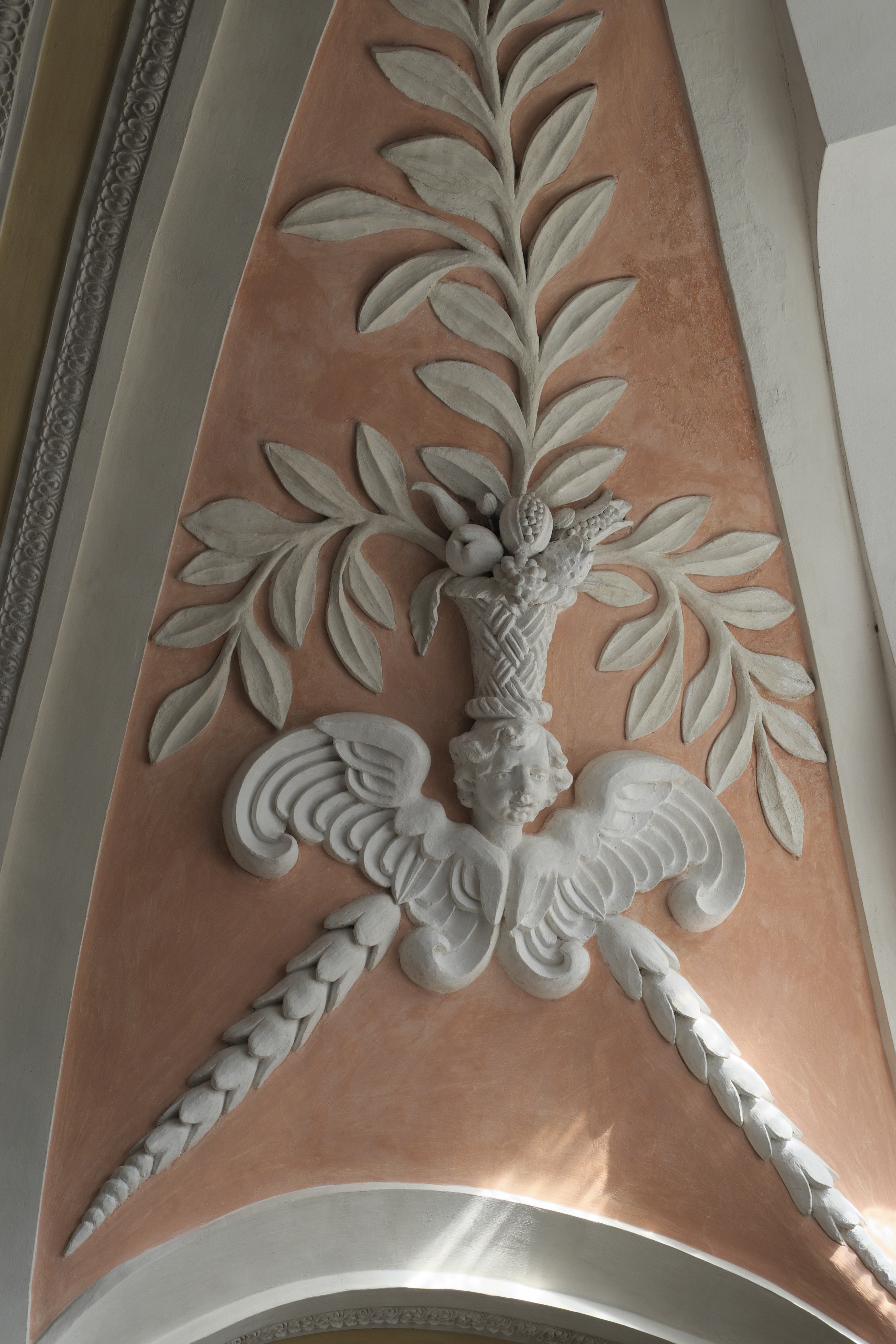
Engelsbüste mit Fruchtkorb
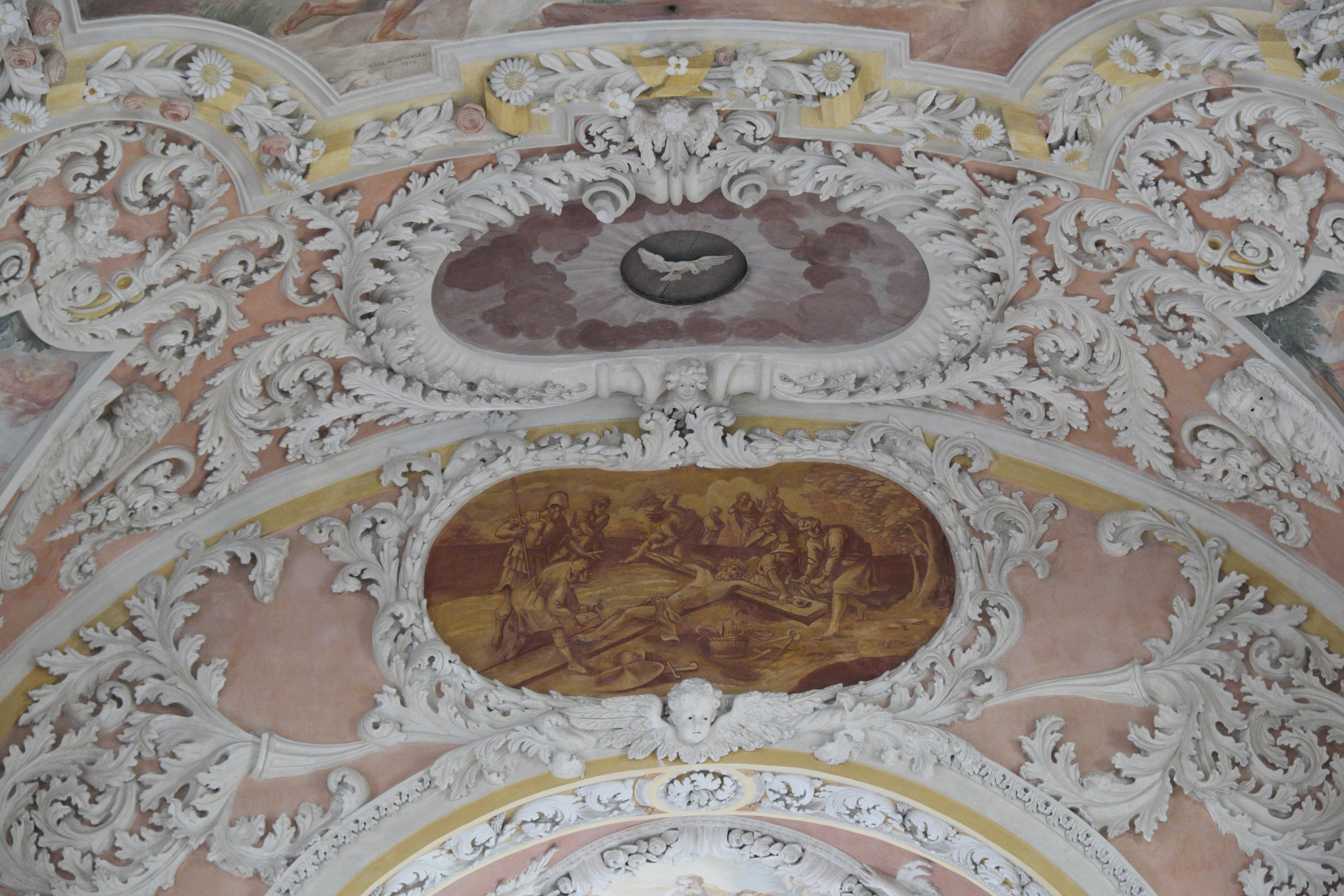
Akanthusranken
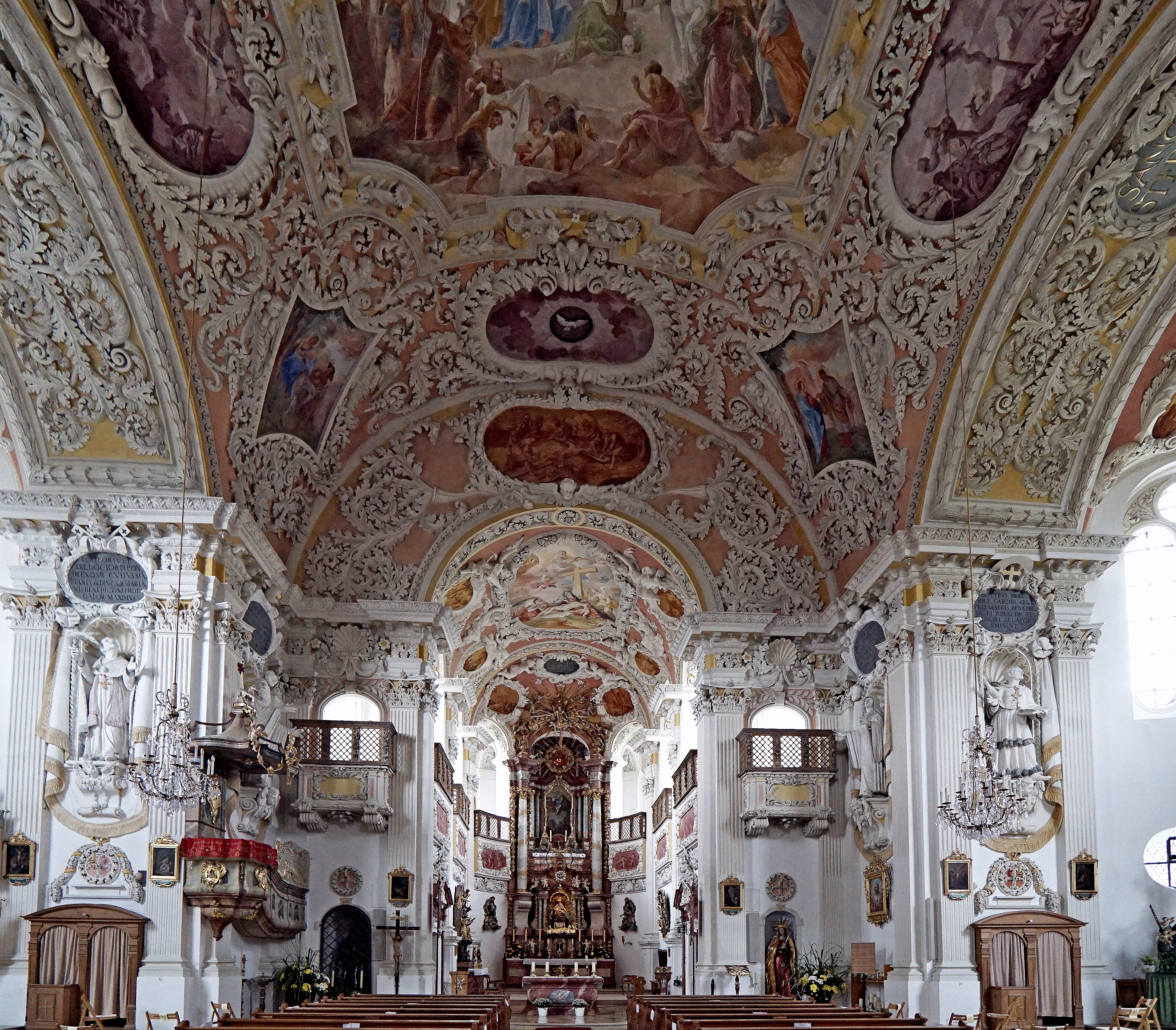
Übersicht

## Deckenfresken
Die insgesamt 36 Deckenbilder stellen Szenen aus dem Marienleben, der Leidensgeschichte Jesu und Episoden aus dem Alten Testament dar. Die ältesten Fresken wurden in der Zeit von 1693 bis 1721 ausgeführt, einige wurden im 19. Jahrhundert erneuert.
Das große Deckenfresko im Chor wurde 1721 von Johann Baptist Zimmermann ausgeführt. Es zeigt Maria am Fuße des Kreuzes, den Leichnam Jesu auf dem Schoß. Über dem Kreuz schwebt Gottvater, der Heilige Geist ist in Gestalt einer Taube mit einem Ölzweig dargestellt. Das Deckenbild über der Vierung wurde 1976 durch Karl Manninger ersetzt. Die Szene der Kreuzigung Christi ist dem Stil des Barock nachempfunden, nachdem das ursprüngliche Fresko in der Mitte des 19. Jahrhunderts wegen großer Schäden übermalt worden war.

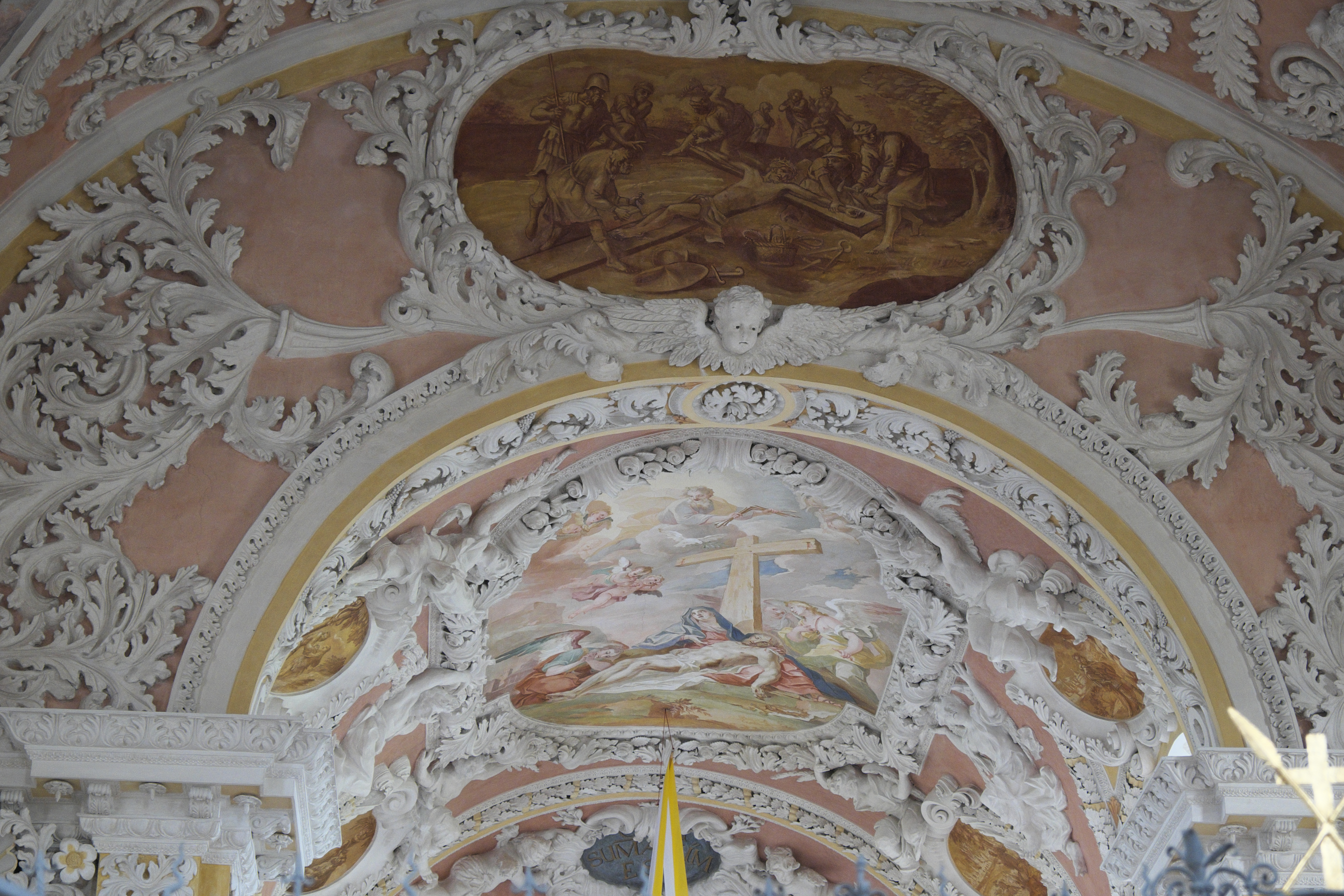
Chorfresko
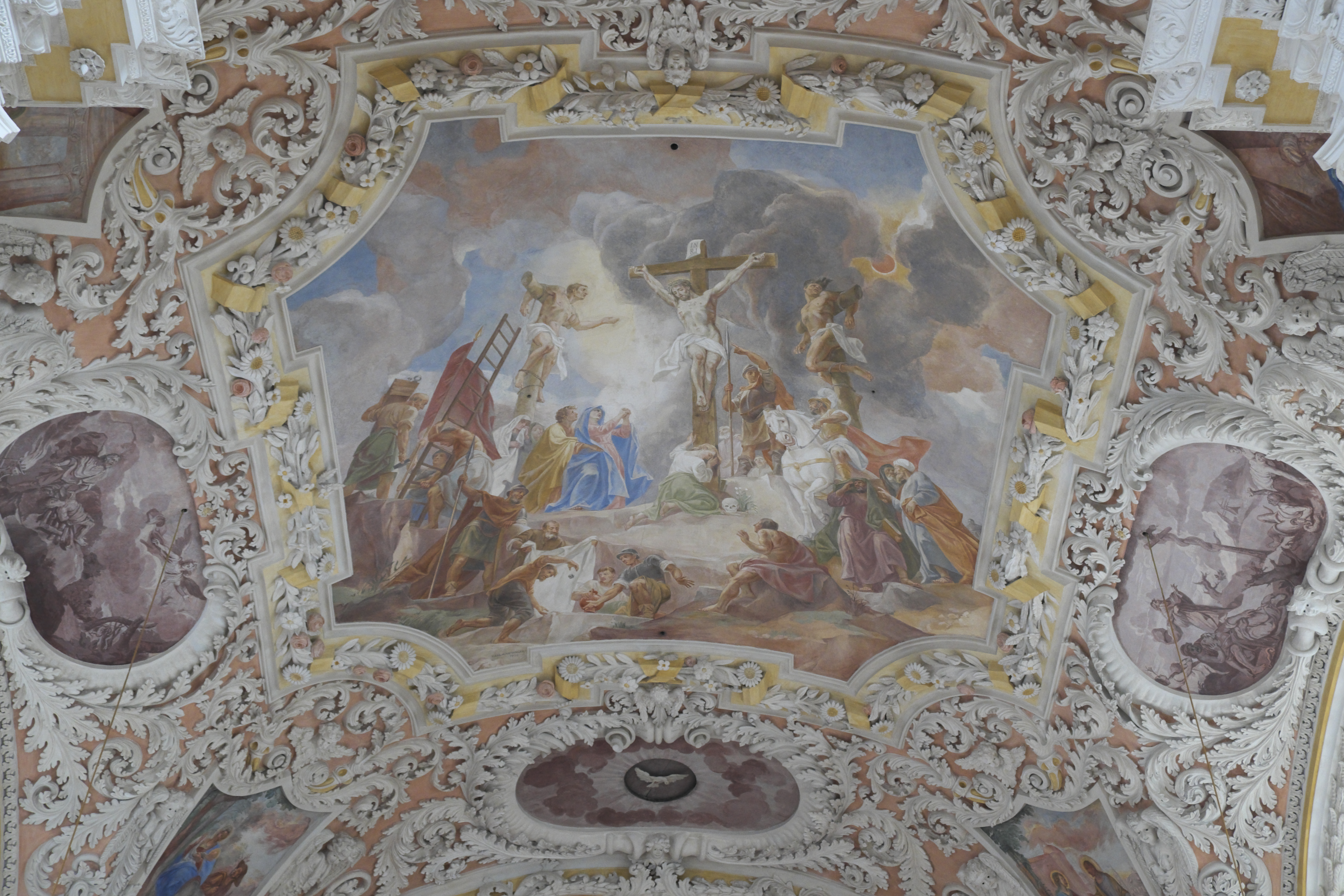
Kreuzigung Christi über der Vierung
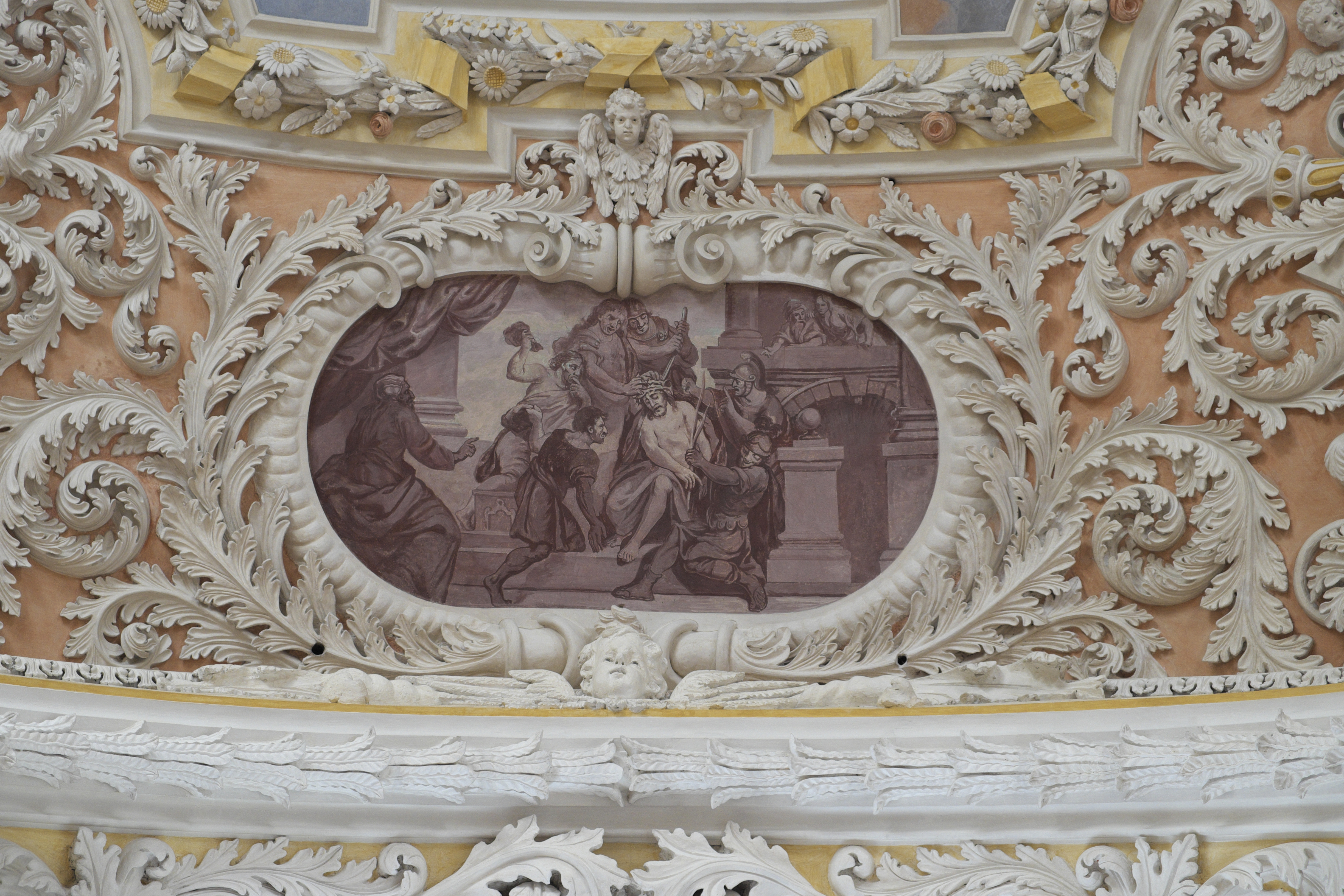
Dornenkrönung
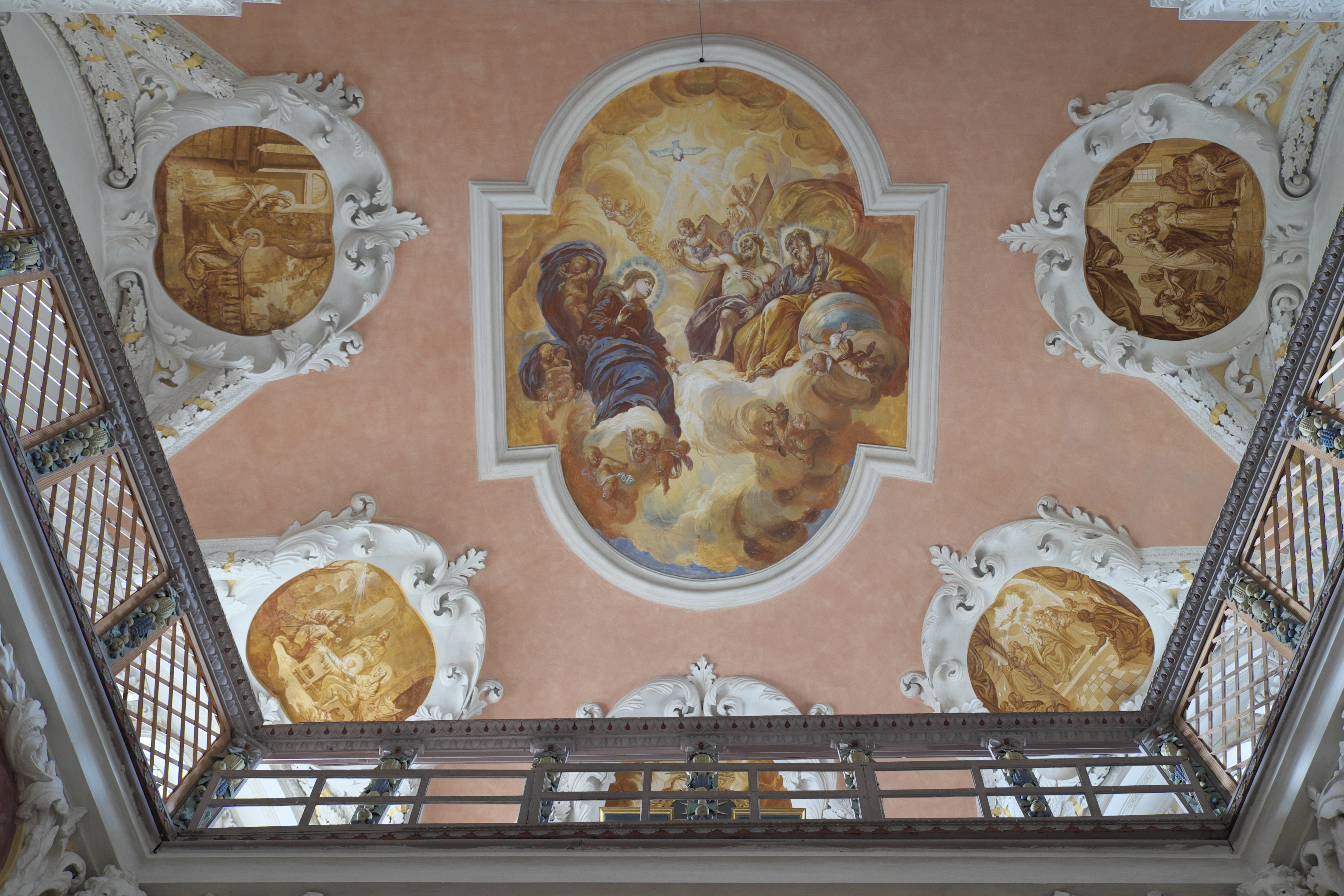
Deckenfresken im Vorraum

## Ausstattung

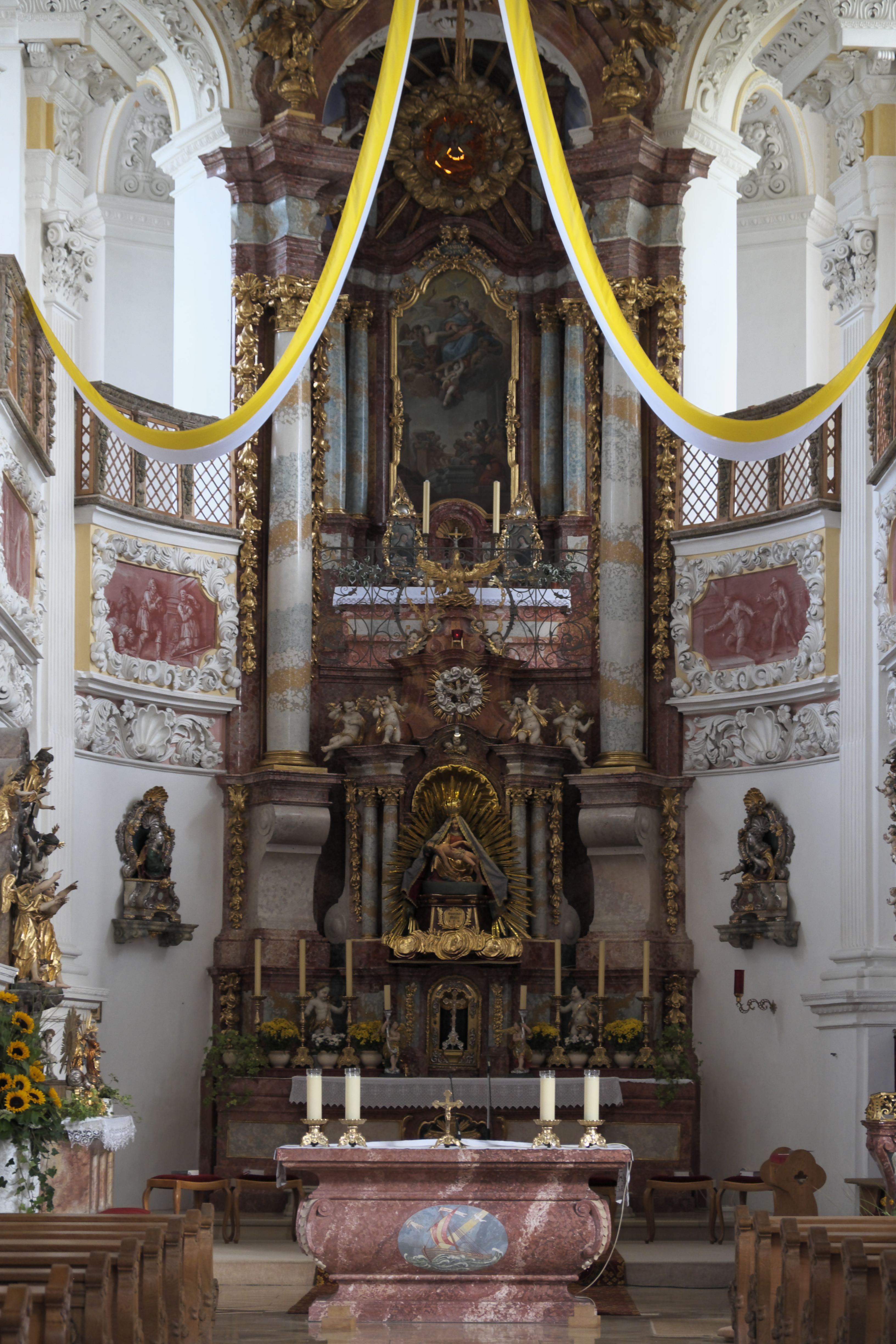
Hochaltar

- Der zweigeschossige Hochaltar aus Stuckmarmor wurde von Franz Schmuzer (1676–1741), dem Sohn des Baumeisters, in den Jahren 1718 bis 1721 geschaffen. In einer vergoldeten Muschelnische im unteren Altar wird das Gnadenbild der Schmerzhaften Muttergottes aufbewahrt, eine farbig gefasste, spätgotische Schnitzfigur.
- An der nördlichen Chorwand steht der Altar des Seelenbundes. Die teilweise in Gold gefassten Figuren der Engel und Gottvaters wurden vermutlich um 1715 von Lorenz Luidl ausgeführt. Das spätgotische Kruzifix in der Mitte wird um 1510/20 datiert.
- An der gegenüberliegenden Seite hängt ein Votivbild, eine Kopie des Maria-Hilf-Bildes von Lukas Cranach.
- Der Ulrichsaltar im nördlichen Querarm ist ebenfalls eine Arbeit von Franz Xaver Schmuzer von 1718. Auf dem Altarblatt sind Bischof Ulrich von Augsburg und Kaiser Otto I. dargestellt. Die beiden spätgotischen Figuren auf der Mensa, der heilige Ulrich und der heilige Stephanus, stammen aus der Zeit um 1460.
- Der sechssäulige Stephansaltar im südlichen Querarm wurde 1751 von Tassilo Zöpf geschaffen. Das Altarblatt mit der Darstellung der Steinigung des heiligen Stephanus ist mit der Jahreszahl 1770 bezeichnet. Es trägt die Signatur von Johann Baptist Baader, der auch als Lechmaler oder Lechhansl bekannt ist. Die weiß gefassten, seitlichen Figuren der heiligen Afra von Augsburg und der Maria Magdalena stellen die Nebenpatrone der Kirche dar. Sie wurden 1751 von Franz Xaver Schmädl geschaffen.
- Neben dem Stephansaltar steht der Gnadenaltar aus der Vorgängerkirche, der 1671 als Provisorium aufgestellt wurde.
- Die beiden Figuren in den Chorbogennischen, eine Schmerzhafte Muttergottes und ein Kerkerheiland, werden um 1720 datiert.
- Die Kanzel stammt aus der Mitte des 18. Jahrhunderts.
- In den Nischen der Vierung stehen, von Stuckvorhängen gerahmt, zehn überlebensgroße, weiß gefasste Stuckfiguren aus der Bauzeit der Kirche, die Heilige des Benediktinerordens darstellen: Benedikt von Nursia, den Ordensgründer, Papst Gregor den Großen, Papst Urban II., Ildefons von Toledo, den Erzbischof von Toledo, Rupert von Deutz, Beda Venerabilis, Anselm von Canterbury, Petrus Damiani, einen Kardinal und Heiligen namens Petrus, die heilige Scholastika von Nursia, die Schwester des heiligen Benedikt.
- Das Gitter zwischen dem Vorraum und dem Zentralraum wurde 1749 in Auftrag gegeben. Die lateinischen Buchstaben ergeben den Satz „O Du schmerzvolle Mutter bitte für uns!“ Die Initialen P. R. M. W. stehen für den Namen des Stifters Pater Rupert Mayr von Wessobrunn.

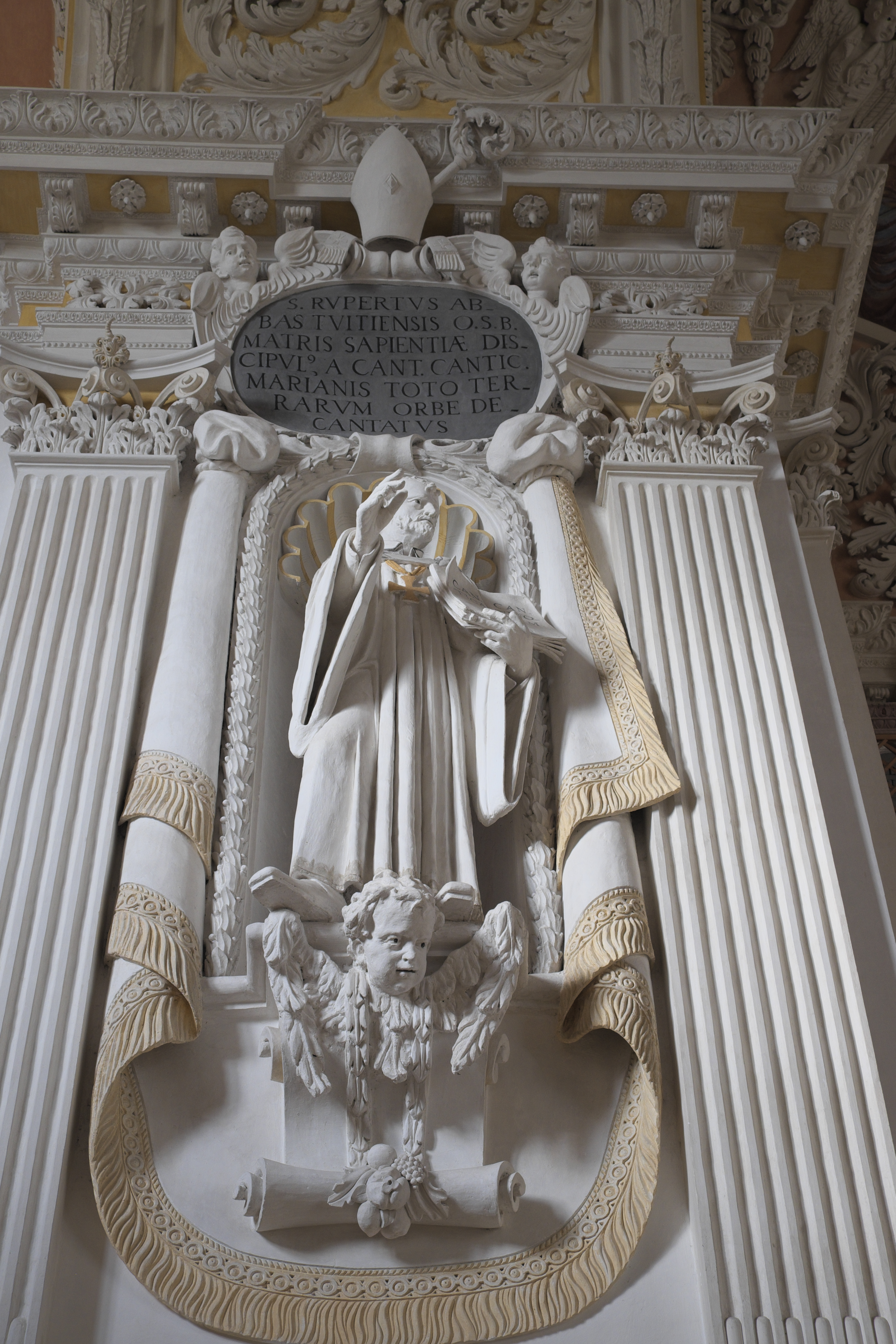
Rupert von Deutz
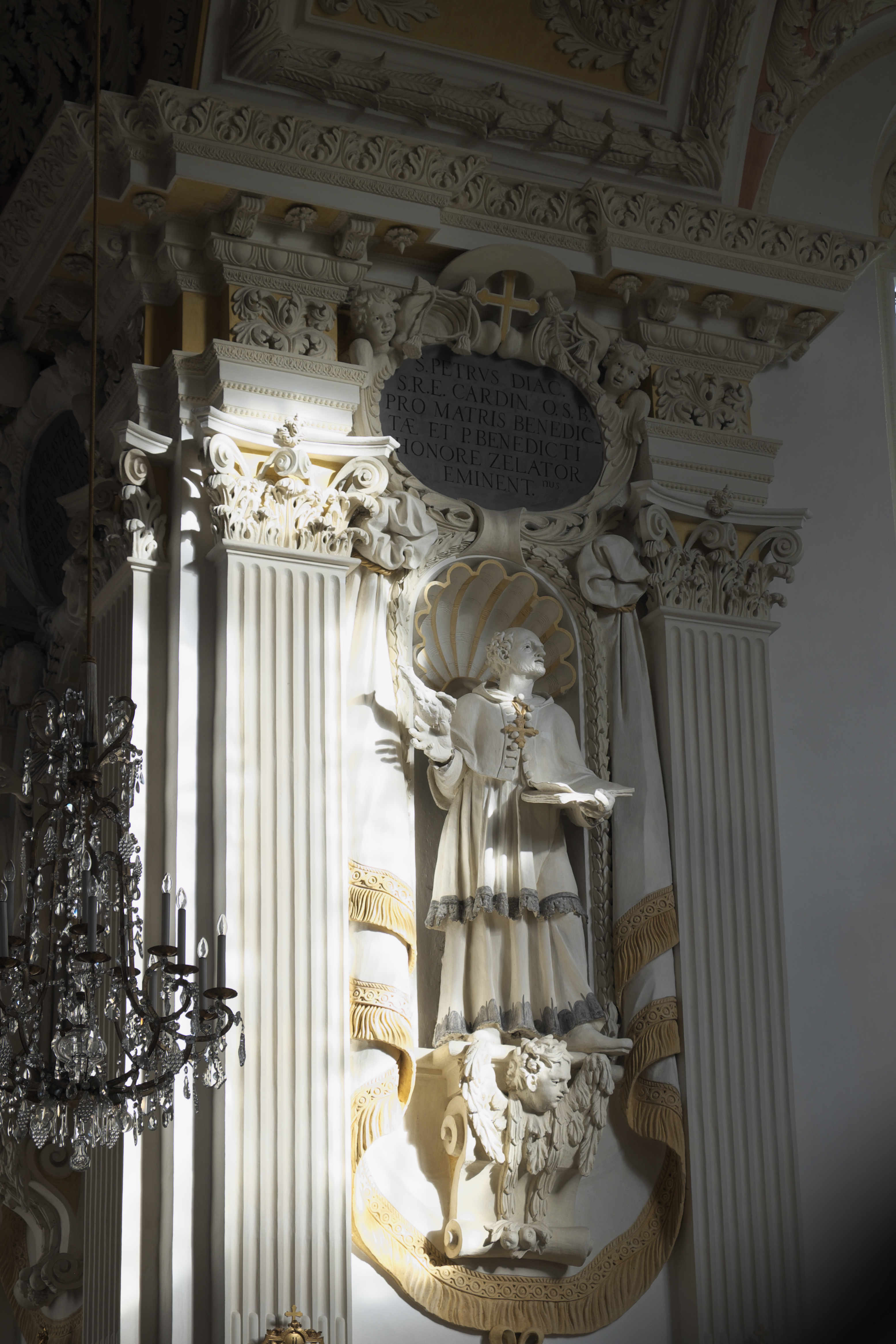
Petrus, Kardinal und Heiliger
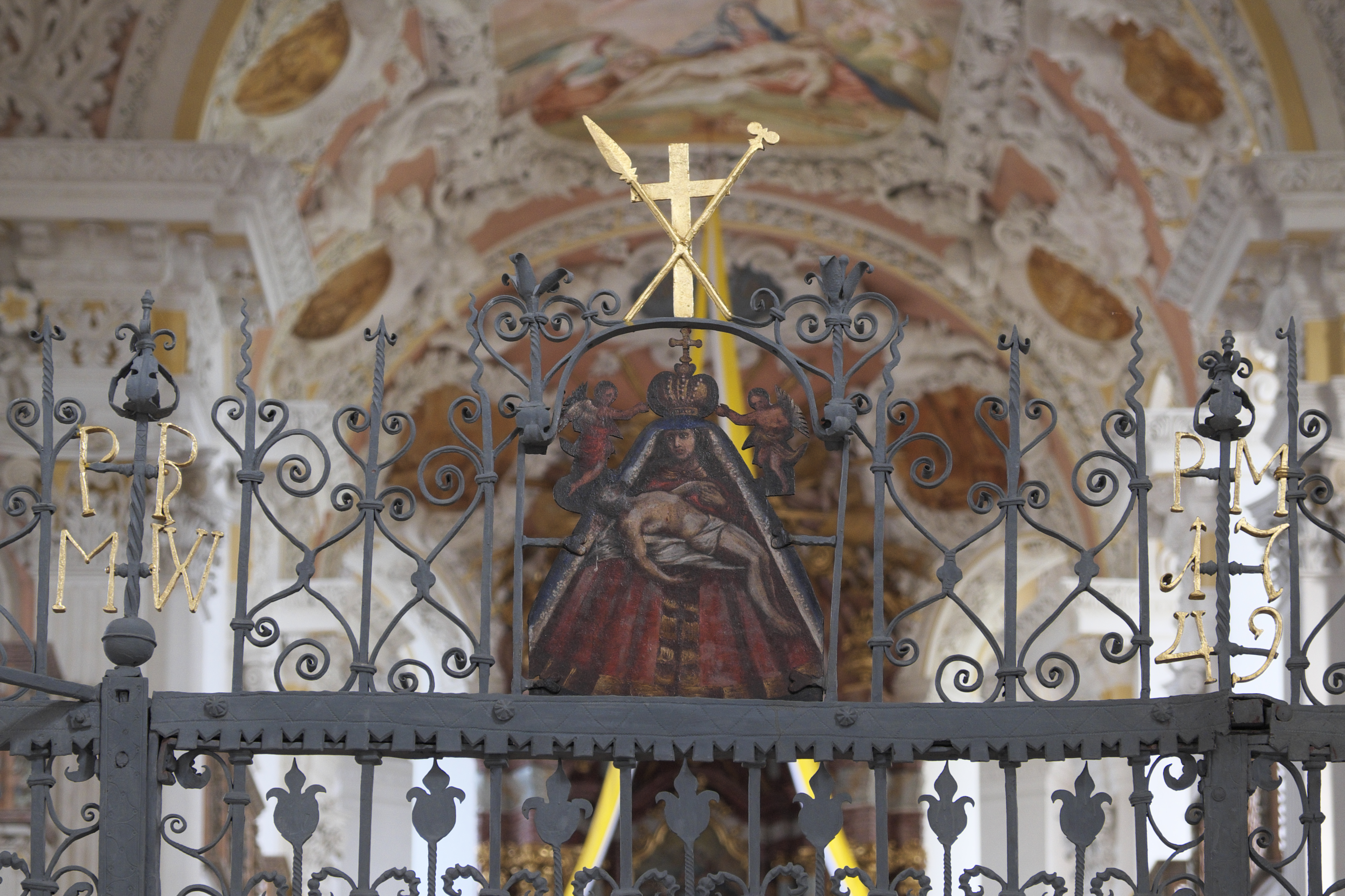
Gitter
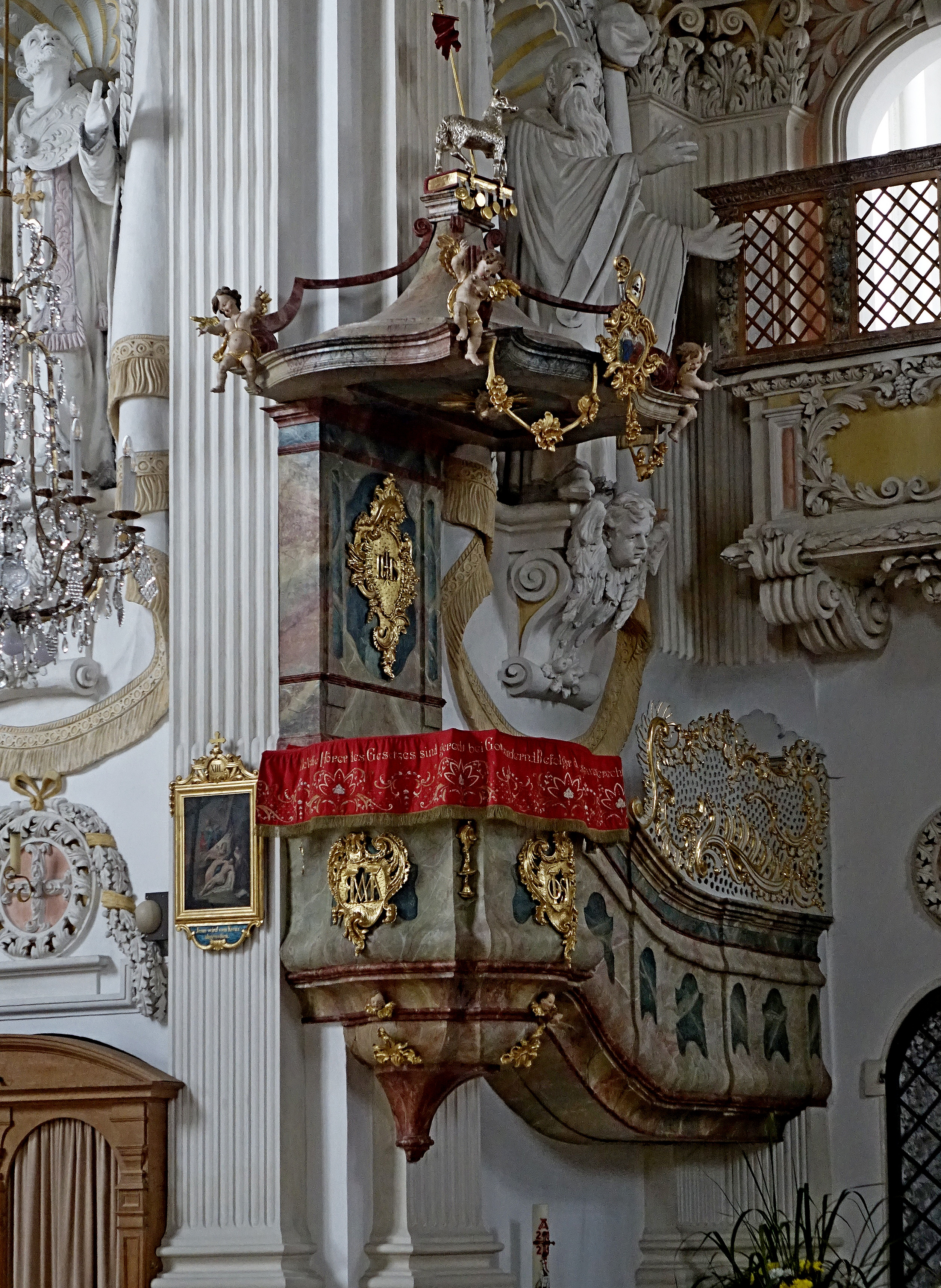
Kanzel

## Orgel

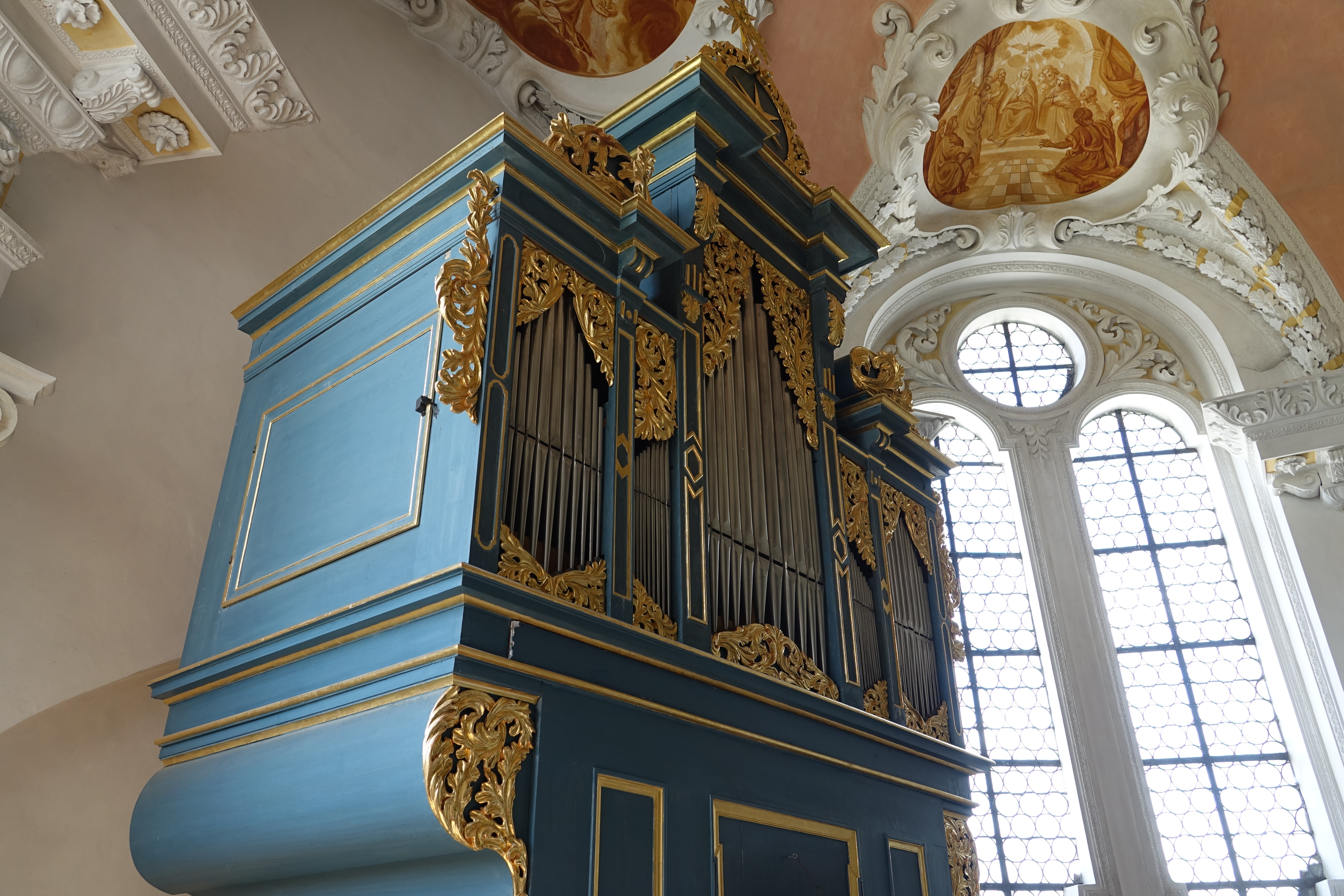
Orgel

Die Barockorgel des Kaufbeurer Orgelbauers Matthias Petz wurde 1694 erbaut. Sie verfügt über 9 Register auf einem Manual und Pedal. Die Disposition lautet:
| Manual C,D,E,F,G,A–c3 |    |
| Gedeckt               | 8′ |
| Flöte                 | 8′ |
| Principal             | 4′ |
| Flöte                 | 4′ |
| Quint                 | 3′ |
| Octav                 | 2′ |
| Mixtur                | 2′ |

| Pedal C,D,E,F,G,A–c1 |     |
| Subbaß               | 16′ |
| Violon               | 08′ |